# Xanthocryptus erroneus
Xanthocryptus erroneus är en stekelart som först beskrevs av Tosquinet 1903.  Xanthocryptus erroneus ingår i släktet Xanthocryptus och familjen brokparasitsteklar. Inga underarter finns listade i Catalogue of Life.